# Bitva o Guam (1944)
Druhá bitva o Guam byla bitva mezi Spojenými státy americkými a Japonským císařstvím. Byla součásti Operace Forager a jejím cílem bylo dobytí ostrova Guam, nejjižnějšího z Marianských ostrovů. Bitva skončila vítězstvím Američanů a vyhnáním Japonců z ostrova. Ten byl Američany přebudován na leteckou základnu, z níž mohly americké dálkové bombardéry B-29 bombardovat Japonsko. Také se jednalo o první znovudobyté území, které před válkou patřilo Spojeným státům.

## Přípravy k vylodění
Původně  mělo k vylodění dojít 18. června, ale nasazení 27. pěší divize na Saipanu, která byla určena jako záloha pro vylodění na Gumau, si vyžádalo její nahrazení v podobě 77. divize. Navíc byly všechny invazní lodě staženy kvůli hrozícímu nebezpečí ze strany japonských lodí o kterých si Američané mysleli že se v prostoru nachází. Proto bylo jako den D pro Guam stanoveno datum 21. červenec. Japonci tento čas plně využili a začali ostrov horečně opevňovat. Dne 8. července zahájil velitel Jižního útočného svazu kontradmirál Conolly systematické námořní odstřelování ostrova, které nemělo do té doby ve válce obdoby. Usoudil že 50 % všech postavení pří pobřeží bylo zničeno. Od 28. června pravidelně útočily i letouny 58. operačního svazu viceadmirála Mitschera a zasáhly i oblast, kterou námořní dělostřelba ušetřila. Američané také vycvičili indiány z kmene Navajo jako obsluhy radiostanic. Tím pádem nebylo nutno zašifrovávat zprávy a poté je zase rozšifrovávat, neboť to, že by nějaký Japonec uměl navažsky, bylo zcela vyloučeno.

## Vylodění
V 5:30 21. července zahájila děla bitevní lodi USS Pennsylvania a dalších křížníků a torpédoborců palbu na vyloďovací pláže a jejich okolí. V 6:15 přiletěly první letouny a o hodinu později provedlo 85 stíhaček a 115 palubních bombardérů nálet. V 7 hodin se první oddíly 3. divize námořní pěchoty a 1. prozatímní brigáda nalodily na obojživelné traktory a vyrazily k plážím. Před osmou hodinou se na severních plážích vylodily 3., 29. a 9. pluk 3. divize, které se setkaly s tuhým odporem. Situace se uklidnila až odpoledne, kdy už byly na plážích tanky a polní děla, s nimiž se mariňákům podařilo dobýt hřeben nad vyloďovací pláží a postoupit dále do vnitrozemí. Na jižních plážích čelila 1. prozatímní brigáda méně náročnému terénu než 3. divize na severu, o to zuřivější byl odpor Japonců. Nakonec se Američanům podařilo postoupit až 1 km do vnitrozemí a dobýt vesnici Agat. Odpoledne se vylodil 305. pluk 77. pěší divize jako podpora, avšak na jihu vázlo zásobování municí všeho druhu kvůli velkým ztrátám vyloďovacích plavidel. Po usilovné celonoční práci byl tento problém vyřešen. V noci na povel generálporučíka Takašiny zaútočil japonský 38. pluk společně s tanky a děly na americké pozice. Ti však útok čekali a po několika hodinách jej za cenu 50 padlých a 100 zraněných odrazili. To byla poslední akce 38. pluku, protože po této akci byl zcela rozprášen.

## Boj o ostrov
22. a 23. července Američané využívající své velké palebné převahy postupně zatlačovali Japonce dále do vnitrozemí. 23. července začal generálporučík Takašina shromažďovat síly k poslednímu útoku, který byl zahájen v noci z 25. na 26. července. Tento útok byl odražen. Japonci při něm ztratili 3 200 mužů a nedosáhli žádných významnějších úspěchů. Jeden z důvodů, proč se útok nezdařil, byl, že japonské tanky zabloudily v džungli a k útoku se vůbec nedostavily. Na jihu začala 1. prozatímní brigáda obsazovat poloostrov Orote. 24. července na něm obklíčila 2 500 japonských vojáků, kteří posilnění alkoholem provedli sebevražedný útok, který skončil jejich masakrem. 29. července byla na orotském letišti vztyčena americká vlajka, stržená Japonci 10. prosince 1941. Tou dobou 77. divize rozšiřovala předmostí a 27. července se spojila s 3. divizí postupující ze severu a od té doby kladli Japonci výraznější odpor pouze v severní části ostrova. 28. července americké shermany zabily generálporučíka Takašinu a velení převzal generálporučík Obata. 31. července po krátkém oddechu vstoupil 3. pluk 3. divize do Agany, hlavního města ostrova. Po celý tento den se Američané setkávali se slabým odporem, problém však byly stovky min, které Japonci nastražili po všech cestách vedoucí na sever. To vedlo ke zpomalení postupu a to se nelíbilo generálmajoru Geigerovi, který stále pobízel velitele obou divizí k rychlejšímu postupu, protože nechtěl dát Japoncům čas opevnit se kolem hory Santa Rosa. I přes veškerou snahu byl postup pomalý. 2. srpna bylo obsazeno letiště Tijan, 8. srpna dosáhly americké síly výběžku Ritidian (nejsevernější bod ostrova) a 10. srpna prohlásil generálmajor Geiger ostrov za dobytý.     

## Po bitvě
Prohlášení Geigera bylo jako obvykle předčasné. Ještě 10. srpna objevila americká hlídka silné nepřátelské postavení u hory Mataguac. Bylo to velitelské stanoviště Obaty, které bylo následujícího dne 11. srpna dobyto po důkladné minometné palbě. I poté se však na ostrově nacházelo asi 10 000 japonských vojáků, kteří ze začátku vedli guerillovou válku, pak museli bojovat s hladem a nemocemi. Hodně jich padlo a v roce 1945 po kapitulaci Japonska se jich 1 130 vzdalo. Někteří ale nevěřili, že Japonsko kapitulovalo a bojovali dál. V následujících letech zbylí umřeli hlady nebo se nakonec přece jen vzdali. Bitvou o Guam skončila operace Forager a skončila také japonská nadvláda nad Marianami.